# Brésil aux Jeux olympiques d'été de 1968
Le Brésil participe aux Jeux olympiques d'été de 1968 à Mexico au Mexique du 12 au 27 octobre 1968. Il s'agit de sa 10e participation à des Jeux d'été. Le pays remportera l'argent en triple saut grâce à Nelson Prudêncio, le bronze en boxe dans la catégorie poids mouche (-51kg) avec Servílio de Oliveira et encore une fois le bronze en voile, dans la catégorie Flying Dutchman, grâce à Reinaldo Conrad et Burkhard Cordes. 